# Collegianten

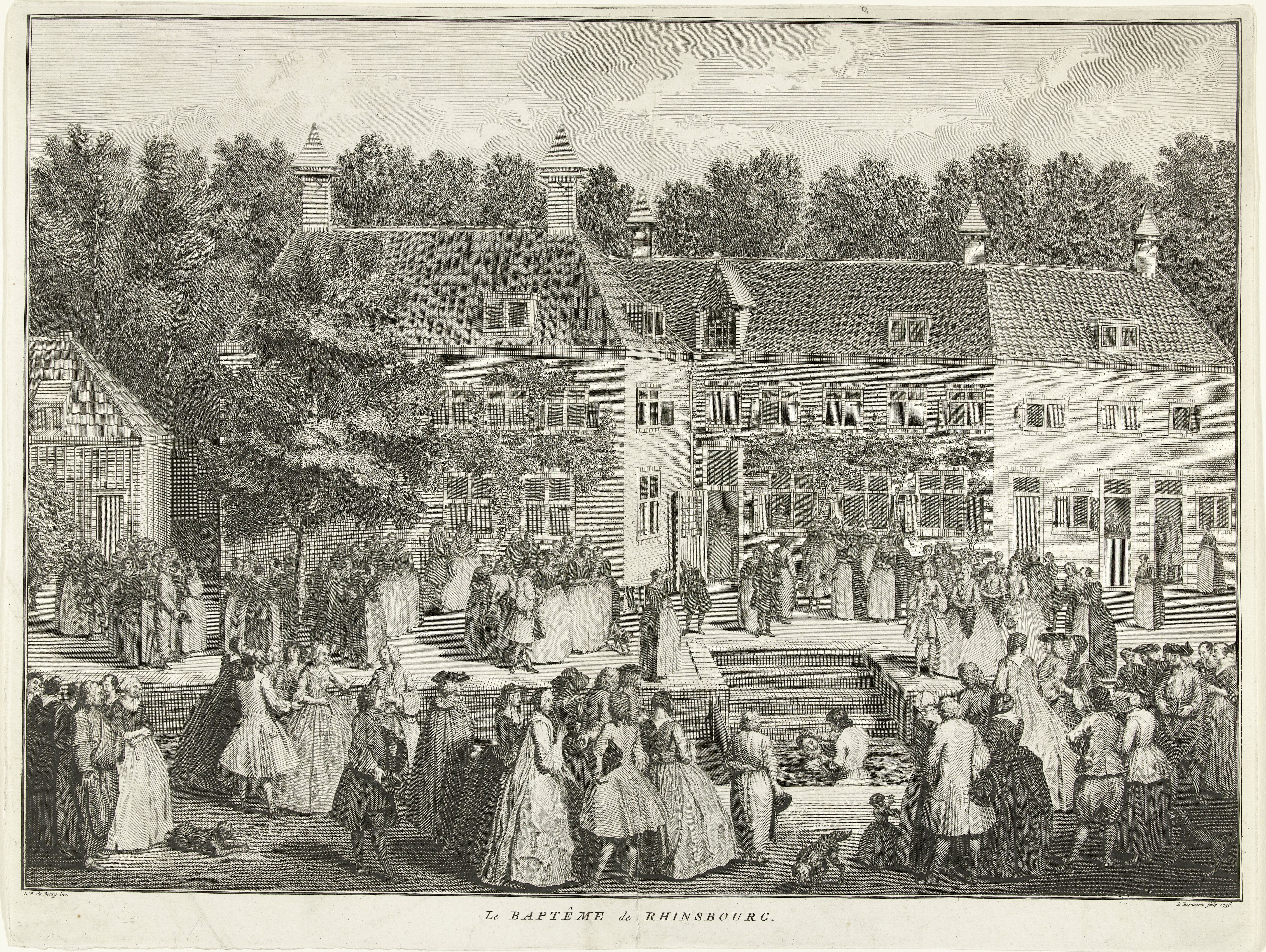
Doop bij de Rijnsburgse Collegianten, ca. 1735 (Balthasar Bernards, naar Louis Fabritius Dubourg, 1736)

De collegianten vormden een vrijzinnige stroming, ontstaan in 1648. Zij pleitten voor een universeel soort christendom. Het ware geloof sloot geen enkele gelovige buiten, van welke richting hij ook was. Wars van dogma's en theologie lag bij de collegianten de nadruk op de beleving, op het directe contact met God. Zij waren geen kerkgemeenschap, maar hun leden kwamen uit de verlicht-christelijke kringen van doopsgezinden en remonstranten. In hun maandelijkse bijeenkomsten, de colleges, kon iedereen, dus ook vrouwen, vrij spreken en was het avondmaal voor iedereen opengesteld. Populair bij hen was de volwassendoop bij onderdompeling, aanvankelijk in een leerlooierskuip.
Bij gebrek aan remonstrantse predikanten, die door de synode van Dordrecht (1618-1619) uit hun ambt waren gezet, organiseerden de gewezen remonstrantse ouderling Gijsbert van der Kodde en zijn broers Jan en Adriaan uit Warmond al in een vroeg stadium bijeenkomsten. Vanaf 1621 was Rijnsburg het middelpunt waar de jaarlijkse vergaderingen werden gehouden. Beroemde Rijnsburgse collegianten waren Coenraad van Beuningen en Jarig Jelles. Ook Spinoza had vermoedelijk contact met de collegianten toen hij in Rijnsburg woonde. In de achttiende eeuw behoorden de beroemde geschiedschrijver Jan Wagenaar en koopman Justus van Maurik ook tot de Rijnsburger Collegianten. Opvallend was de aantrekkingskracht van de Rijnsburger collegianten op vrouwen. Aagje Deken was gedoopt, en ook Betje Wolff 'communiceerde' er. Ook Josina van der Poorten, echtgenote van de schatrijke Pieter van Winter, bezocht de bijeenkomsten. Het was voor hen een plek waar zij zich vrij konden uitspreken.
Midden 17e eeuw verbreidde het collegiantisme zich aanzienlijk en werden in vele steden colleges opgericht. Het in Amsterdam door Adam Boreel en Galenus Abrahamsz opgerichte college werd geruchtmakend. De gereformeerde orthodoxie beschouwde het als een verwerpelijke vrijplaats voor heterodoxie. Het verzet in confessioneel doopsgezinde kring leidde in 1664 tot een scheuring. In de 18de eeuw kwijnden de kringen weg. De bijeenkomsten in Rijnsburg stopten in 1787. Als een van de laatste sloot het Amsterdamse college in 1791.
Deze steeds kleiner wordende geloofsgroep, hanteerde geen enkele dogmatiek, maar de basis van hun geloof was de boodschap van Jezus, waarin naastenliefde, tolerantie en verdraagzaamheid centraal staan. Tijdens de bijeenkomsten mocht ieder die dat wilde, dus ook de vrouwen, vrij spreken. De bijeenkomsten werden daarom ook wel ‘vrijspreekcolleges’. Ze verwierpen alle kerkelijke dogmatiek en streefden naar herstel van het apostolische christendom, omdat de reformatie mislukt werd geacht. Theologieën en filosofieën als het socinianisme, chiliasme, cartesianisme en spinozisme konden bij hen vrijelijk worden bediscussieerd. Op die manier verschaften zij een podium voor de ondogmatische intelligentsia. Daarom wordt het collegiantisme wel beschouwd als een bakermat van de Verlichting. In de praktijk kenmerkten de collegianten zich door vroomheid en naastenliefde. Zo werd in Amsterdam het collegiantische weeshuis De Oranjeappel gesticht (1675), waar de latere schrijfster Aagje Deken zou worden opgevoed. Ook stond de geestelijke liedcultuur op hoog niveau, dankzij bundels van Dirck Raphaelsz. Camphuysen, Joachim Oudaen en Claes Stapel (liedboekdichters). 